# Irino Yoshirō

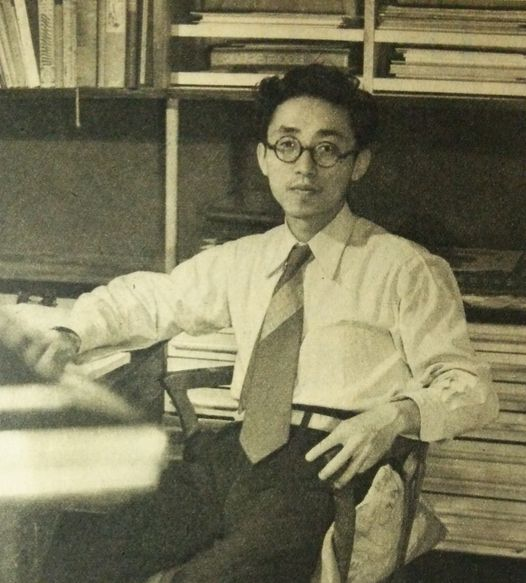
Irino Yoshirō (1952)

Yoshirō Vladimir Irino (jap. 入野 義朗, Irino Yoshirō; * 13. November 1921 in Wladiwostok, Russland; † 28. Juni 1980 in Tokio) war ein japanischer Komponist. Er gilt als erster Komponist seines Landes, der sich konsequent der Zwölftontechnik zuwandte.

## Leben
Irino wurde 1921 als Sohn japanischer Eltern in Russland geboren. Er wurde griechisch-orthodox getauft. 1927 zog er mit seiner Familie zurück nach Japan. Dort studierte er von 1941 bis 1943 Wirtschaftswissenschaften an der Universität Tokio. Nebenbei spielte er Klarinette in einem Studentenorchester und erhielt privaten Kompositionsunterricht von Moroi Saburō. Nach den Studien arbeitete er zunächst bei der Bank of Tokyo in  Yokohama und diente dann kurzzeitig in der Kaiserlich Japanischen Marine.
1946 gründete er die europäisch orientierte Komponistengruppe Neue Stimmen, der auch Minao Shibata and Kunio Toda angehörten. 1948 und 1949 gewann er beim Mainichi-Musikwettbewerb den zweiten Preis. Nach dessen Neugründung als Mainichi Music Prize gewann er diesen dreimal: 1949, 1950 and 1954. Von 1949 bis 1954 war er Musikredakteur, Arrangeur und Übersetzer beim Verlagshaus Tokyo Ongaku Shoin. Außerdem unterrichtete er an der privaten Tōhō Gakuen in Tokio. 1955 wurde er Assistant Professor und 1959 Professor. Von 1960 bis 1971 war er Vizedirektor der Einrichtung, die 1961 zum College aufstieg. Ab 1968 war er Dozent, 1973 wurde er Professor für Komposition an der Musikhochschule Tokio.
Im Jahre 1957 initiierte er mit Minao Shibata, Toshirō Mayuzumi und Makoto Moroi das Forschungsinstitut für die Musik des 20. Jahrhunderts und ein Musikfestival für zeitgenössische Musik. Mit einem Stipendium der französischen Regierung reiste er nach Europa und in die USA. Im Sommer 1968 war er Gastprofessor an der University of Hawaii. 1967 war er Mitorganisator eines Japanisch-Deutschen Festivals für Neue Musik. Außerdem wurde er Hauptverantwortlicher der Amis de la Musique de 20ème Siècle. 1972 begründete er die Organisation Japan Music Life. In Europa, den USA und Kanada trat er mit Musikerkollegen mit traditioneller und zeitgenössisch-japanischer Musik auf. 1974 wurde er Ehrenmitglied der Asian Composers’ League, zu deren Gründungsmitgliedern er 1973 gehörte. 1979 war er Mitbegründer des Neuen Symphonieorchesters Japans und 1980 der Internationalen Musikkünstler-Gesellschaft. Er war ferner Juror beim Mainichi Music Concours, Auditor der Japanese Society for Rights of Authors, Composers and Publishers, Präsident der Japan Federation of Composers (1970) und Gremiumsmitglied der Japan Society for Contemporary Music (Sektion der Internationalen Gesellschaft für Neue Musik, 1973–1975).
Er komponierte vor allem Instrumentalmusik: Seine Orchester- und Kammermusik der 1940er Jahre wurde durch die Spätromantik beeinflusst. Danach widmete er sich der atonalen Musik. Mit seinem Streichsextett (1950) und dem Concerto da camera für sieben Instrumente (1951) begannen seinen seriellen Kompositionen. Seine Sinfonietta (1953) verband die Techniken Arnold Schönbergs und Boris Blachers. Es folgten Werke wie Concerto grosso (1957), Ricercari für Kammerorchester (1954) und Divertimento für sieben Blasinstrumente (1958). Er experimentierte mit unterschiedlichen Besetzungen wie der Suite für Jazzensemble (1960). Er interessierte sich auch für traditionelle japanische Instrumente, die er ab 1966 mit der Neuen Musik zu verbinden wusste. 1963 bekam er beispielsweise einen Kompositionsauftrag für ein entsprechendes Orchesterwerk (mit 2 shakuhachi) durch die Koussevitzky Music Foundation.
Er übersetzte Schriften zur Avantgardemusik u. a. von René Leibowitz, Fred K. Prieberg, Josef Rufer und Diether de la Motte.
Zu seinen Ehren wird seit 1981 der ACL Yoshiro IRINO Memorial Prize und der Irino-Preis für junge Komponisten vergeben.

## Auszeichnungen
- Mainichi Musik Preis (1949, 1950, 1954)
- Preis der Westdeutschen Botschaft Tokio (1957, 1959)
- Otaka-Preis (1958, 1959)
- Italia-Preis (1958)
- Ongaku-Tomo-Sha-Preis (1959)
- Salzburger Fernsehoper-Preis (1962)
- Preis der Stadt Kyoto (1964)

## Werke (Auswahl)
- 1943 Variation für Klavier
- 1945 Sonata für Cello und Klavier
- 1945 Streichquartett Nr. 1
- 1946 Sonatina für Flöte und Klavier
- 1948 Trio für Violine, Cello und Klavier
- 1949 Adagietto und Allegro Vivace für Orchester
- 1950 Streichsextett
- 1951 Concerto da camera für sieben Instrumente
- 1953 Sinfonietta für Orchester
- 1954 Ricercari für kleines Orchester
- 1955 DoppelKonzert für Violine und Klavier
- 1957 Concerto grosso
- 1958 Quintett
- 1958 Divertimento für sieben Blasinstrumente
- 1958 Drei Stücke für Klavier (Three Pieces for Pianoforte)
- 1959 Sinphonia (Sinfonie) für Orchester
- 1959 Musik für Violine und Cello
- 1960 Konzert für Streichorchester
- 1960 Suite für Jazzband
- 1960 Drei Stücke von Tōhoku Volkslied für gemischter Chor
- 1961 Musik für Vibraphon und Klavier
- 1962 Partita für Blasquintett
- 1963 Musik für Cembalo, Perkussione und 19 Streichinstrumente
- 1963 Musik für 2 Klaviere
- 1964 Sinfonie Nr. 2
- 1965 Streichtrio
- 1966 Drei Satze für zwei Koto und Jūshichi-gen (Three Movements for Two Kotos and Jushichi-gen)
- 1967 Thema und Variationen für Orchester
- 1967 Pepe on Spring Day für Klavier
- 1967 Sieben Erfindungen für Gitarre und sechs Spieler (Seven Inventions for Guitar and Six Players)
- 1967 Sonata für Violine und Klavier
- 1967–68 Drei kleine Stücke für Klavier (Three Little Pieces for Piano)
- 1968 Duo concertante für Shakuhachi und Koto
- 1969 Drei Sätze für Violoncello Solo (Three Movements for Violoncello Solo)
- 1969 Vier kleine Stücke für Klavier (Four Small Pieces for Piano)
- 1970 März für Klavier zu vier Händen
- 1970 Sonata für vier Spieler
- 1970 Music for Exposition (Tonbandmusik)
- 1971 Globus I für Horn und Perkussionen
- 1971 Suite für Viola Solo
- 1971 Globus II für Marimba, Perkussione und Kontrabass
- 1972–75 Klavierstücke für Kinder (Piano Pieces for Children)
- 1973 Wandlungen für Zwei Shakuhachi und Orchester
- 1973 Strömung für Flöte, Harpe und Perkussione
- 1975 Globus III für Violine, Cello, Harfe, Klavier und Shō [Hichiriki] und zwei Tänzer
- 1976 Klänge für Klavier und Perkussione
- 1977 Movements für Marimba Solo
- 1978 Cosmos für Shakuhachi, Zwei Sō, Violine, Klavier und Perkussione